# Arrondissement di Vallières
L'arrondissement di Vallières è un arrondissement di Haiti facente parte del dipartimento del Nord-Est. Il capoluogo è Vallières.

## Geografia antropica

### Suddivisioni amministrative
L'arrondissement di Vallières comprende 3 comuni:
- Vallières
- Carice
- Mombin-Crochu